# Euphorbia californica
Euphorbia californica är en törelväxtart som beskrevs av George Bentham. Euphorbia californica ingår i släktet törlar, och familjen törelväxter. Inga underarter finns listade i Catalogue of Life.

## Bildgalleri

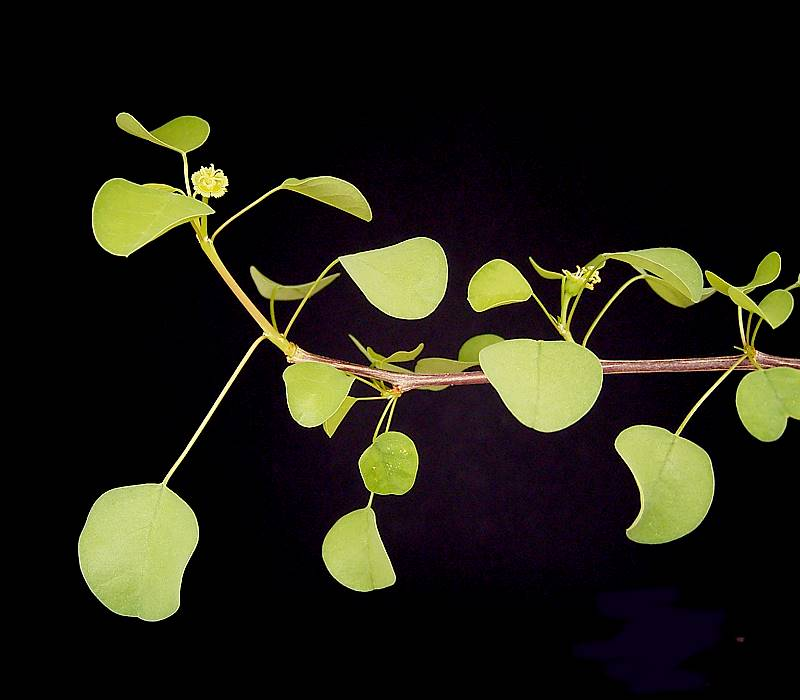
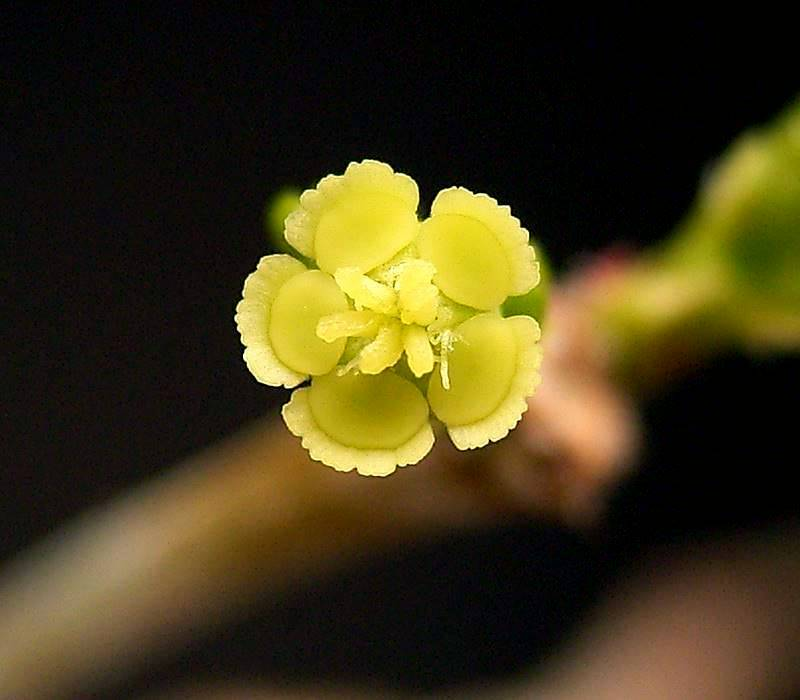
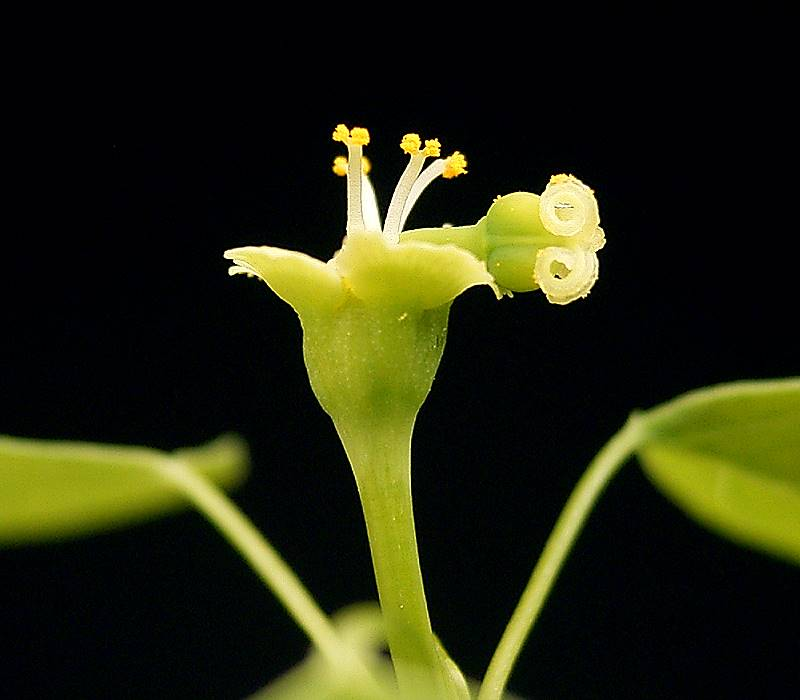